# Leptopyrgota liae
Leptopyrgota liae är en tvåvingeart som beskrevs av Georges Bernardi 1992. Leptopyrgota liae ingår i släktet Leptopyrgota och familjen Pyrgotidae. Inga underarter finns listade i Catalogue of Life.